# Zornik
Zornik ist eine belgische Band um den Sänger Koen Buyse. Sie ist vor allem im eigenen Land erfolgreich und trat dort auch bereits viermal auf dem Festival Rock Werchter auf. Doch erlangte sie auch in Skandinavien Berühmtheit.

## Bandgeschichte
Zornik wurde 1999 von Koen Buyse gegründet und 2001 von EMI unter Vertrag genommen. Mit ihrer Debütsingle erhielt sie direkt einen TMF Award, der einen wichtigen belgischen Musikpreis darstellt, und kurze Zeit später drei weitere. In den nächsten Jahren folgten weitere TMF Awards und einige Auftritte auf den großen Rockfestivals Belgiens. 2009 legte die Band dann eine Pause ein, in der die Bandmitglieder eigene Projekte verfolgten, und 2010 erschien das Album Satisfaction Kills Desire.

## Diskografie

### Alben
| Jahr | Titel Musiklabel                     | Höchstplatzierung, Gesamtwochen, AuszeichnungChartsChartplatzierungen (Jahr, Titel, Musiklabel, Platzierungen, Wochen, Auszeichnungen, Anmerkungen) | Anmerkungen                              |
| Jahr | Titel Musiklabel                     | BEF | Anmerkungen                              |
| ---- | ------------------------------------ | --- | ---------------------------------------- |
| 2002 | The Place Where You Will Find Us EMI | BEF1 Gold · (20 Wo.)BEF | Erstveröffentlichung: 8. Februar 2002    |
| 2004 | One-Armed Bandit Capitol             | BEF1 Platin · (46 Wo.)BEF | Erstveröffentlichung: 27. Februar 2004   |
| 2005 | Alien Sweetheart Capitol             | BEF3 (20 Wo.)BEF | Erstveröffentlichung: 26. September 2005 |
| 2007 | Crosses                              | BEF3 Gold · (35 Wo.)BEF | Erstveröffentlichung: 13. April 2007     |
| 2008 | 4.000.000 Minutes of Zornik          | BEF8 (16 Wo.)BEF | Erstveröffentlichung: 14. November 2008  |
| 2010 | Satisfaction Kills Desire            | BEF5 (11 Wo.)BEF | Erstveröffentlichung: 8. Oktober 2010    |
| 2011 | The Best of Zornik                   | BEF40 (5 Wo.)BEF | Erstveröffentlichung: 14. Oktober 2011   |
| 2012 | Less > More                          | BEF11 (13 Wo.)BEF | Erstveröffentlichung: 8. Oktober 2012    |
| 2015 | Blinded by the Diamonds              | BEF21 (8 Wo.)BEF | Erstveröffentlichung: 4. September 2015  |

### Singles
| Jahr | Titel Album                                   | Höchstplatzierung, Gesamtwochen, AuszeichnungChartsChartplatzierungen (Jahr, Titel, Album, Platzierungen, Wochen, Auszeichnungen, Anmerkungen) | Anmerkungen                        |
| Jahr | Titel Album                                   | BEF | Anmerkungen                        |
| ---- | --------------------------------------------- | --- | ---------------------------------- |
| 2005 | Scared of Yourself (Peter Luts Remix) –       | BEF3 (13 Wo.)BEF |                                    |
| 2005 | I Feel Alright Alien Sweetheart               | BEF38 (2 Wo.)BEF | Erstveröffentlichung: August 2005  |
| 2007 | Black Hope Shot Down Crosses                  | BEF21 (9 Wo.)BEF | Erstveröffentlichung: März 2007    |
| 2008 | 4 Million Minutes 4.000.000 Minutes of Zornik | BEF28 (6 Wo.)BEF | Erstveröffentlichung: Oktober 2008 |

Weitere Singles
- 2001: Love Affair
- 2001: It’s so Unreal
- 2001: Hey Girl
- 2002: You Move Me
- 2004: Goodbye
- 2004: Scared of Yourself
- 2004: Believe in Me
- 2005: Keep Me Down
- 2007: The Backseat
- 2007: Get Whatever You Want

### Videoalben
- 2007: Arena 2007